# Vincent Corleone
Vincent Santino Corleone (Mancini) là một nhân vật giả tưởng trong bộ phim The Godfather (Bố Già) phần III - sản xuất năm 1990. Nhân vật Vincenzo Corleone được thể hiện bởi diễn viên Andy García - người được đề cử giải Oscar cho vai diễn. Vincent là đứa con ngoài giá thú của Sonny Corleone và cô phù dâu Lucy Mancini. Ông dần dần thay thế Michael Corleone và trở thành trùm (Don) của gia đình Corleone. Đạo diễn đã phải sử dụng yếu tố hư cấu để tạo nên nhân vật này vì theo như trong truyện thì cô phù dâu Lucy Mancini không có thai với Sonny Corleone.
Đạo diễn Francis Ford Coppola đã nói rằng Vincenzo Corleone chính là tổng hòa của năm người đàn ông trong gia đình Corleone; y có sự xảo trá của Vito, sự tàn bạo của Michael, tính đa cảm của Fredo, cái đầu nóng như lửa của cha là Sonny và lòng trung thành tuyệt đối của cố vấn Tom Hagen.

## Tiểu sử nhân vật Vincent Corleone

### The Godfather Phần III
Ở The Godfather phần I, Sonny Corleone đã ngoại tình với cô phù dâu Lucy Mancini và Vincent chính là kết quả của cuộc tình ngang trái đó.Vì là đứa con ngoài giá thú nên Vincent không được coi là một phần của gia đình nhà Corleone.Khi Michael Corleone đưa ra lời đề nghị cho Vincent một công việc hợp pháp thì y đã từ chối, quyết định làm việc cho Joey Zasa - người đang điều hành những tàn dư của đế chế tội phạm Corleone tại New York.Vincent mong muốn lấy lòng ông chú của mình là Michael bằng cách ra sức bảo vệ ông trước sự tấn công của các gia đình mafia thù địch.Michael càng trở nên kiên định hơn trên con đường kinh doanh hợp pháp khi tuổi già cận kề nhưng vì thấy Vincent thừa hưởng tính nóng nảy của Sonny và sợ rằng y sẽ chịu một kết cục như cha mình nên Michael (cùng với sự thuyết phục từ người em gái út Connie) đã nhận Vincent vào gia đình, yêu cầu y theo mình một thời gian để học tập.
Vincent cùng Ali cứu Michael thoát khỏi một cuộc mưu sát bày ra bởi Joey Zasa.Cũng trong đêm hôm đó, Michael bị đột quỵ và phải nhập viện dưỡng bệnh.Vincent được Connie và Ali bật đèn xanh giết chết Joey Zasa vì họ tin rằng tên Zasa sẽ tiếp tục thực hiện một âm mưu ám sát khác để lấy mạng Michael.Vincent lợi dụng một buổi lễ trên đường phố tại khu phố Ý để giết chết Joey Zasa.Michael bực tức khi biết được quyết định tự phát trên mặc dù y cũng từng làm như vậy 35 năm về trước để bảo vệ cha mình trước một âm mưu mưu sát khác của "The Turk" Virgil Sollozzo.Ngoài ra, Michael cũng lo sợ tình cảm nảy sinh giữa con gái mình là Mary Corleone và Vincent sẽ đe dọa tính mạng con gái ông (như là ông đã làm mất mạng người vợ đầu của mình là Appolonia chỉ vì tham gia quá sâu vào công việc gia đình).Mary hỏi Vincent biết gì về Sonny và Michael thời trẻ, Vincent cho biết cha ông là "hoàng tử của cả thành phố" và Michael là "người hùng" khi đã chèo lái cả gia đình Corleone; khi Mary hỏi liệu có phải Michael đã hạ lệnh giết chết chính anh trai của mình là Fredo hay không thì Vincent đã bác bỏ, cho rằng đó chỉ là một câu chuyện hư cấu.
Khi Don Altobello - một người đồng minh lâu đời của Michael, phản bội ông, Michael đã hạ lệnh cho Vincent trà trộn vào hàng ngũ của lão để tìm ra xem ai là chóp bu.Vincent phát hiện ra rằng chính Licio Lucchesi - một chính trị gia quyền lực người Ý, là bộ óc đứng đằng sau mọi vụ ám sát nhắm vào chú của ông.
Vincent mong muốn được trả đũa.Michael Corleone miễn cưỡng đồng ý, yêu cầu Vincent suy nghĩ thật kĩ trước khi bước chân vào con đường tội phạm vì cả đời Michael muốn gia đình và bản thân thoát ra khỏi đó mà không làm được.Ngược lại với thái độ của Michael, Vincent tỏ ra cương quyết và mong muốn có quyền lực để duy trì thế lực gia đình Corleone.Michael yêu cầu Vincent từ bỏ Mary đổi lại cho con đường mà y đã chọn; Vincent Mancini đổi tên thành Vincenzo Corleone và chính thức thành Don của gia đình Corleone.Động thái thị uy đầu tiên của Vincenzo đó chính là giết chết kế toán trưởng ngân hàng Vatican - Frederick Keinszig, tổng giám mục tòa Vatican - Gilday và chính trị gia người Ý - Lucchesi.Ở đêm nhạc kịch diễn ra các cuộc ám sát, sát thủ người Sicily Mosca bắn trượt viên đạn dành cho Michael vào ngực của Mary Corleone, Vincent nóng giận đã bắn chết tên sát thủ với chỉ một phát bắn nhưng đã quá muộn để cứu mạng Mary.

## Gia đình
- Sonny Corleone - cha
- Lucy Mancini - mẹ
- Francesca Corleone - chị cùng cha khác mẹ
- Kathryn Corleone - chị cùng cha khác mẹ
- Frank Corleone - anh cùng cha khác mẹ
- Santino Corleone - anh cùng cha khác mẹ
- Vito Corleone - ông nội
- Carmela Corleone - bà nội
- Tom Hagen - chú
- Fredo Corleone - chú
- Michael Corleone - chú
- Constanzia "Connie" Corleone - cô
- Anthony Corleone - em trai chú bác
- Mary Corleone - em gái chú bác (người tình)
- Victor Rizzi - em trai cô cậu
- Michael Rizzi - em trai cô cậu